# Cristina Lucas

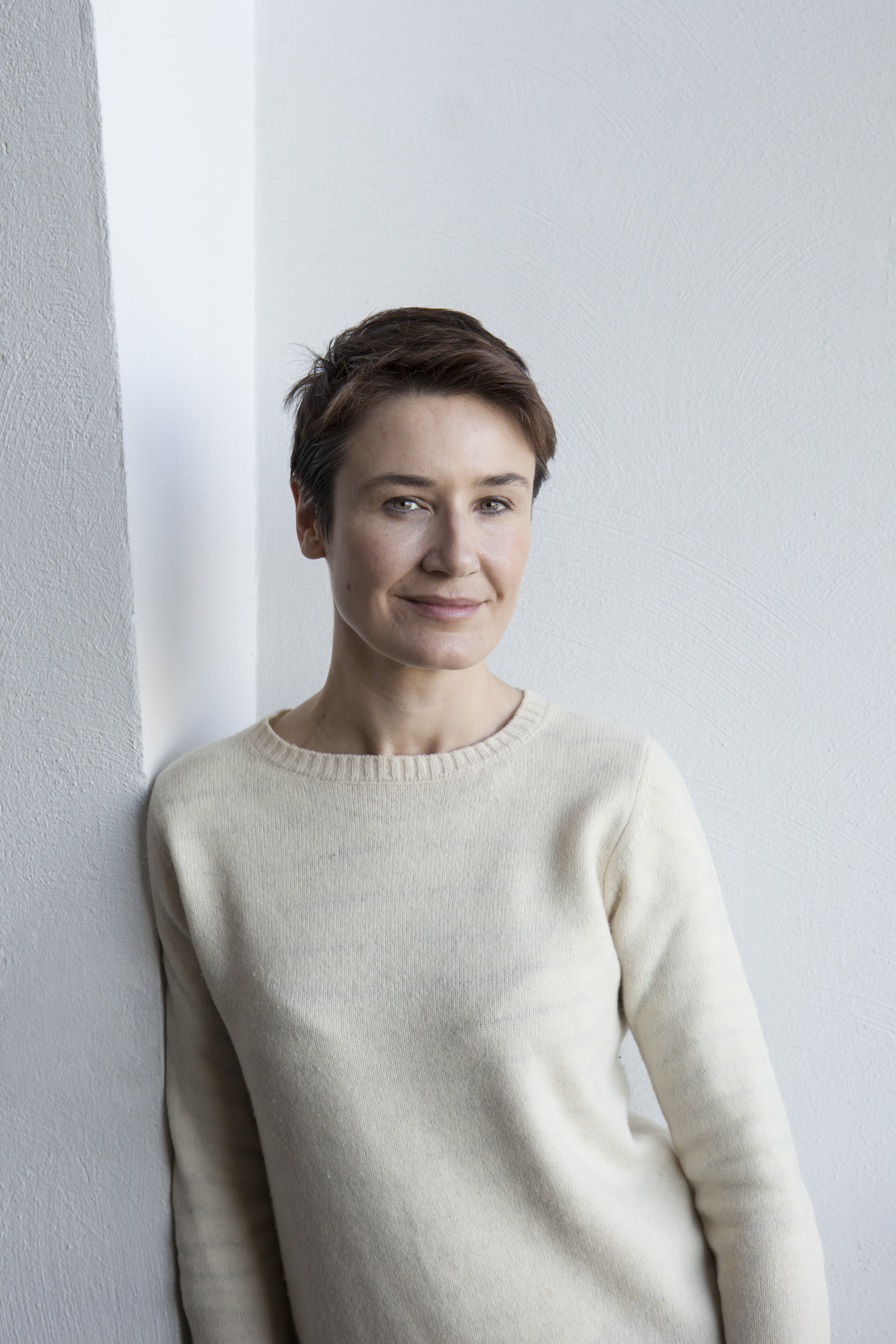
Cristina Lucas, 2015

Cristina Lucas (* 12. April 1973 in Jaén, Spanien) ist eine spanische Künstlerin. Sie arbeitet mit Fotografie, Video, Zeichnungen, Skulpturen und Installationen.

## Leben und Werk

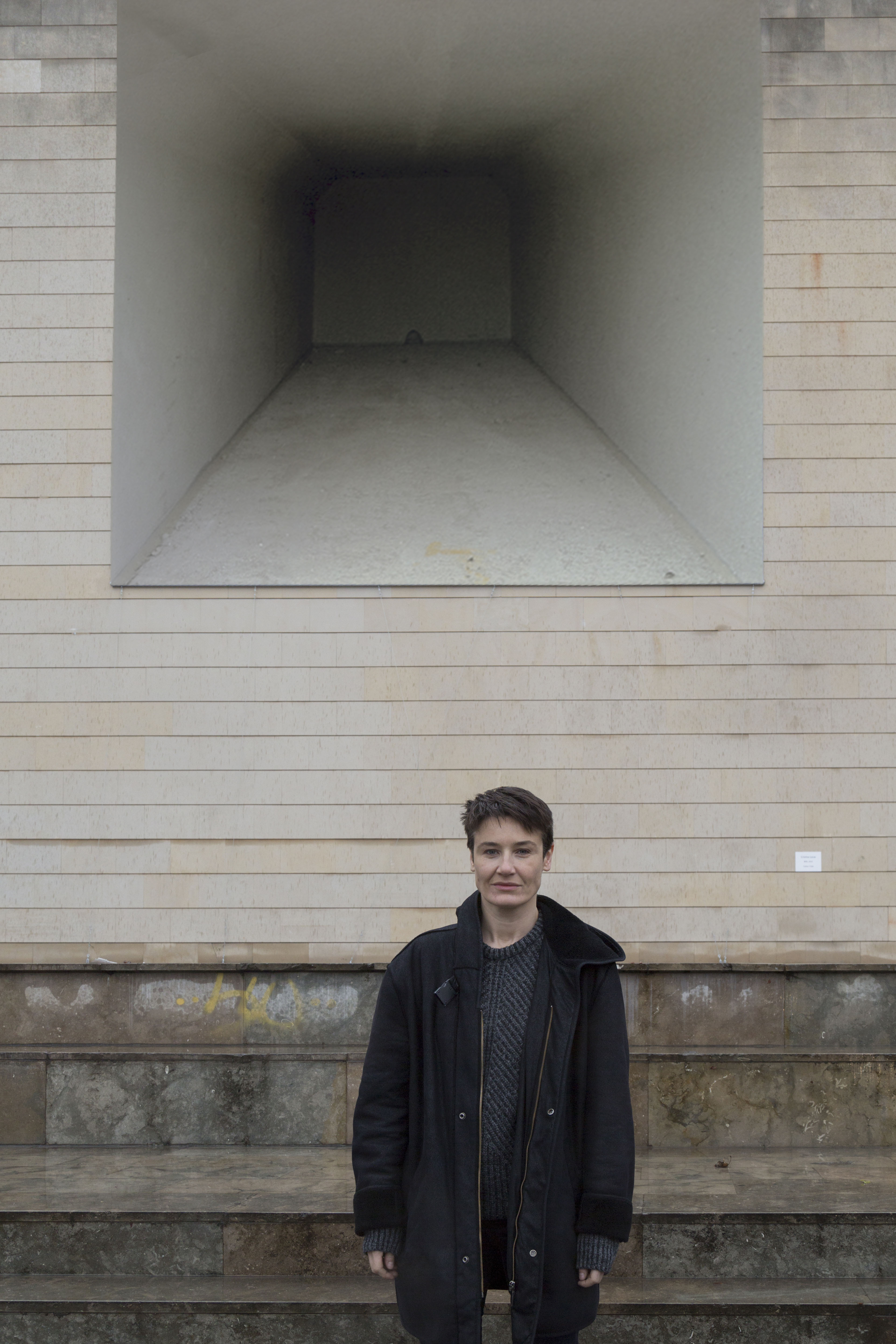
Cristina Lucas an der Fassade des IVAM, 2017

Lucas studierte Bildende Kunst an der Universidad Complutense in Madrid, wo sie 1998 den Bachelor of Arts erhielt. Von 1999 bis 2000 studierte sie dann an der University of California, Irvine mit einem Master of Arts-Abschluss. 2004 nahm sie an dem International Studio and Curatorial Program in New York teil. Sie war Artist in Residence von 2006 bis 2007 an der Rijksakademie van beeldende kunsten in Amsterdam und von 2009 bis 2010 an der Cité Internationale des Arts Paris.

## Arbeitsthemen
Als Konzeptkünstlerin erstellt sie Arbeiten, bei denen sie auch vor Provokationen nicht zurückschreckt. Sie nutzt verschiedene Medien, um einen kritischen Dialog über ein breites Spektrum historischer, sozialer und kultureller Themen zu führen. Sie verbindet Kunst und Geschichtsschreibung, so dass die Medien, die sie nutzt, gleichzeitig in die Geschichte eintauchen, sie darstellen, konstruieren und aus ihrer eigenen Kraft heraus kommunizieren. (Gerardo Mosquera).
Lucas provoziert gerne mit ihrer aktivistischen Arbeit, die oft auch eine ästhetische und humorvolle Ebene hat. Zu ihren bekannten Werken zählen die Fotografien, die sie für die Serie Desnudo en el Prado (2012) machte, für die sie ohne Erlaubnis des Museums nackte Frauen fotografierte, die die gleichen Posen wie die berühmten Akte einnahmen, die an den Wänden des Museums hängen.
Für ihre Videoinstallation „Unending Lightning“, die heute Teil der Sammlung des Museum Arnheim ist, sammelte sie Bilder von Luftangriffen, die seit 1912 auf der ganzen Welt durchgeführt wurden. Ein Zähler zeigt die Zahl der Opfer an. Die Arbeit wurde auch während der Manifesta 12 gezeigt.
Auf der Liverpool Biennale 2010 lud sie Liverpooler Gewerkschafter ein, Steine auf eine ehemalige Fabrik zu werfen, in der alle Arbeitsstellen in Niedriglohnländer verlagert wurden, wodurch viele lokale Arbeitsplätze verloren gingen.
Ihre Werke sind in internationalen Sammlungen wie der Fundación Bancaria “la Caixa”, Banco de España, Musée d’Art Moderne Grand-Duc Jean in Luxemburg, Centre Georges-Pompidou in Paris, FRAC Lorraine in Metz, Institut Valencià d’Art Modern, KIASMA in Helsinki, Van Abbemuseum in Eindhoven, Fundación NMAC in Spanien, sowie in der Coppel Collection in Mexiko und der Bulgari Collection in Italien.

## Ausstellungen (Auswahl)

### Einzelausstellungen
- 2022: De ida y vuelta, Centro Andaluz de Arte Contemporáneo, CAAC Sevilla
- 2020: Patterns, Museo Helga de Alvear, Cáceres, Extremadura[3]
- 2021: Immobile Engine, Kunstsammlungen Chemnitz, Chemnitz[4]
- 2020: Subjects in mirror are closer than they appear, Albarrán Bourdais, Madrid
- 2020:  Subjects in mirror are closer than they appear, tegenboschvanvreden, Amsterdam
- 2019: The People that is Missing, Artica Svalbard, Longyearbyen, Spitzbergen
- 2019: Unending Lightning, Kunsthalle 3,14, Bergen
- 2019: Wonder While I Wander, De Nederlandsche Bank, Amsterdam
- 2018: FULL FORM COLOR, tegenboschvanvreden, Amsterdam
- 2017: Manchas en el Silencio / Stain on Silence, Sala Alcalá31, Madrid
- 2017: Informal Colors, Galería Juana de Aizpuru, Madrid
- 2016: Global Edges, OK. Centrum, Linz
- 2016: Iluminaciones Profanadas, Museo de Arte Contemporáneo de Puerto Rico,
- 2016: San Juan, PR Trading Transcendence, MUDAM, Luxemburg
- 2015: All about color, Centro de Arte Santa Mónica, Barcelona
- 2014: ES CAPITAL, Centro Galego de Arte Contemporánea, Santiago de Compostela
- 2014: Todbringendes Licht, Kunstraum Innsbruck, Innsbruck (kuratiert von Karin Pernegger)
- 2014: ES CAPITAL, Museo Patio Herreriano, Valladolid
- 2014: Invisible Nude, Galeria Vanguardia, Bilbao
- 2014: Focal Distance, Kunstverein Braunschweig, Braunschweig
- 2014: DE ES CAPITAL, Matadero, Madrid
- 2013: Flying Carpet Works, tegenboschvanvreden, Amsterdam
- 2013: ON AIR, Sala Rekalde, Bilbao, ES
- 2013: ON AIR, Centro de Arte Caja de Burgos (CAB), Burgos
- 2012: Por la razón o la plata, Museo de Arte Contemporaneo, Santiago de Chile
- 2012: Delinquere, Galería Juana de Aizpuru, Madrid
- 2011: Light Years, Museo Amparo Puebla, Mexiko-Stadt
- 2010: Light Years, Museo Carrillo Gil, Mexiko-Stadt, MX Letargo Revolucionario, Sala Santa Lucía, Sevilla
- 2009: Light Years, Centro de Arte Dos de Mayo (CA2M), Madrid
- 2008: Imago Mundi, Deweer Gallery, Otegem
- 2008: Talk, Stedelijk Museum Schiedam, Schiedam
- 2008: Cain Y Las Hijas De Eva, Galería Juana de Aizpuru, Madrid
- 2005: El Eje Del Mal, Agencia Española de Cooperación Internacional (AECI), Miami
- 2005: Under The Gloss, Galería Valle Ortí, Valencia
- 2005: Nunca Veras Mi Rostro, Centro Municipal de las Artes Buero Vallejo, Alcorcón
- 2004: El Viejo Orden, Galería Juana de Aizpuru, Madrid
- 2004: Zero Killed, Agencia Española de Cooperación Internacional (AECI), Mexiko-Stadt
- 2004: Zero Killed, Sala Teorética, San José
- 2004: Mas Luz, Agencia Española de Cooperación Internacional (AECI), Santo Domingo
- 2002: Flying Boys, Galería Espacio Mínimo, Madrid
- 2002: Video Screening Terraza de la Casa de América, Madrid
- 2001: Como puedes pasar de mi?, Galería la Fábrica, Madrid

## Gruppenausstellungen
- 2023: Galería Albarrán Bourdais, Madrid
- 2023: Galería Albarrán Bourdais, Dubai
- 2023: SEMPRE MAIS, Auditorio de Galicia, Santiago de Compostela, Galicia
- 2022: Statecraft, EMST National Museum of Contemporary Art, Athen
- 2022: The Vulnerable Man, Rabo Art Collection Boijmans Van Beuningen depot, Rotterdam
- 2022: HOT SPOT. Carring For a Burning World, La galleria Nazionale, Rom
- 2022: Indésirables, Museo de San Telmo, San Sebastian, Pais Vasco
- 2022: Homosphäre, Kunsthalle Mainz
- 2022: HORIZONTE Y LIMITE Visiones del Paisaje, Caixaforum, Valencia
- 2022: L’ull desarmat, Casal Solleric, Palma de Mallorca
- 2021: Diversity United, New Tretyakov Gallery, Moskau
- 2021: The World as we Don’t Know It – A New Bond Between Human and Earth, Droog, Amsterdam
- 2021: The Power of Art, Art Space ABN AMBRO, Amsterdam
- 2021: Magallanes y la geografia de lo (des)concido, CCESantiago – Cultural Center of Spain, Santiago de Chile
- 2021: Diversity United, Flughafen Berlin-Tempelhof, Berlin

## Auszeichnungen
- 2009: Premio Ojo Critico de Artes Plasticas
- 2014: Premio Mujeres en las Artes Visuales